# Doubrava (Puclice)
Doubrava (deutsch Dobrowa) ist ein Gemeindeteil von Puclice (deutsch Putzlitz) im westböhmischen Okres Domažlice in Tschechien.

## Geographie
Das Dorf liegt circa sieben Kilometer nordöstlich von Bischofteinitz.

## Geschichte

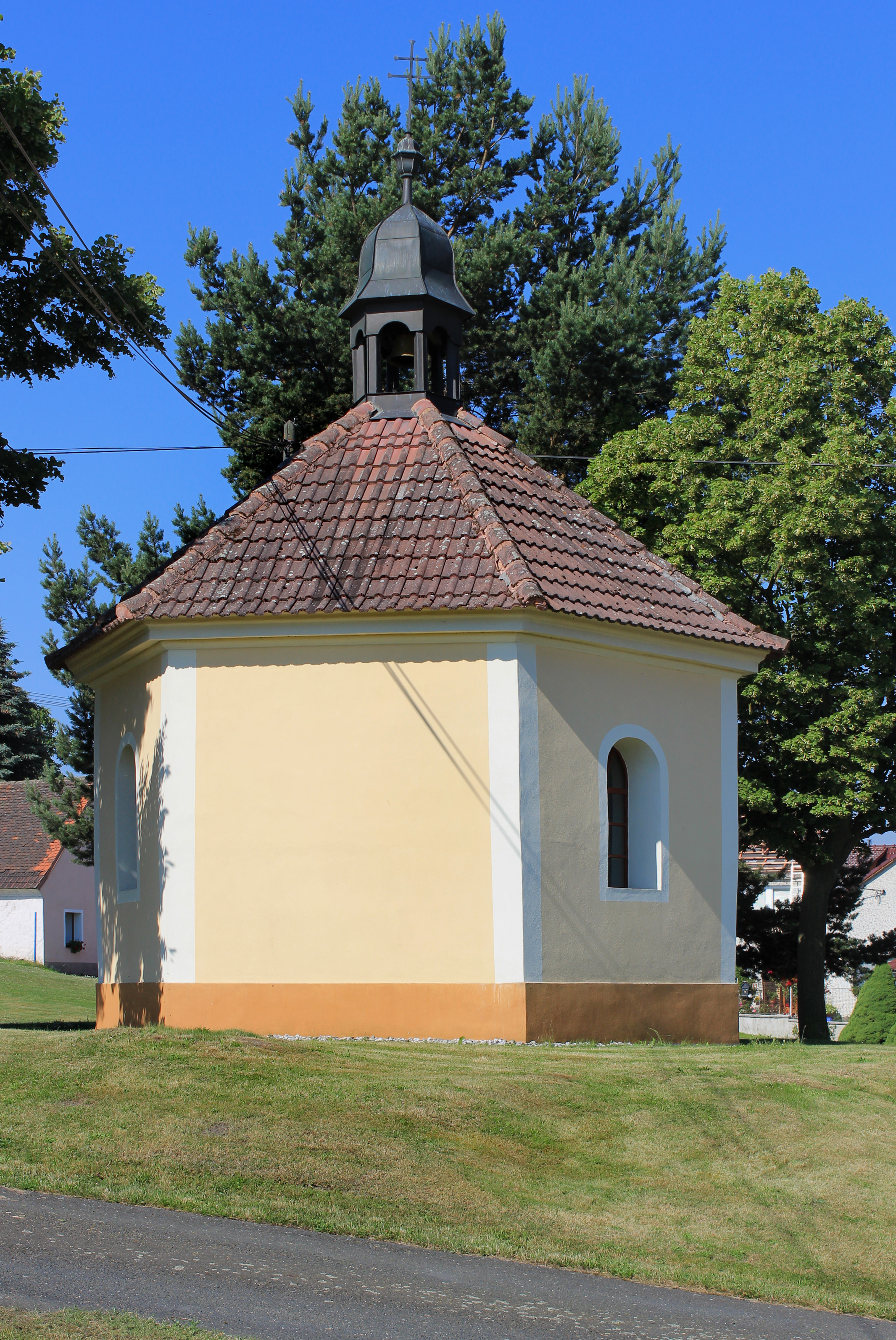
Kapelle in Doubrava

Dobrowa wird erstmals 1115 in der Gründungsurkunde des Klosters Kladrau genannt. 1587 gehörte der Ort zur Herrschaft Bischofteinitz, er bestand aus sechs Höfen. 1839 zählte der Ort 147 Einwohner und 1939 waren es 130 Bewohner. Die Gemeinde hatte 1937 eine Fläche von 329,84 Hektar. Im Ort befanden sich acht große Bauern und 14 Kleinlandwirte, die größtenteils einem Handwerksberuf nachgingen.
Doubrava war nach Mogolzen eingepfarrt und auch die Schule befand sich dort.
Bis zum Jahr 1919 war auch das benachbarte Kleinmallowa nach Dobrowa eingemeindet.
Nach dem Münchner Abkommen im September 1938 wurde Doubrava dem Deutschen Reich zugeschlagen und gehörte bis 1945 zum Landkreis Bischofteinitz. Am 3. März 1991 hatte der Ort 55 Einwohner; beim Zensus von 2001 lebten in den 18 Wohnhäusern von Doubrava 53 Personen.

## Sehenswürdigkeiten
Die etwa um 1700 erbaute Kapelle Maria Hilf wurde in den letzten Jahren renoviert.